# Abbo z Auxerre
Svatý Abbo z Auxerre byl benediktinský mnich, opat a biskup.
Vstoupil do benediktinského kláštera Saint-Germain v Auxerre a po čase byl zvolen opatem. Roku 857 se stal biskupem diecéze Auxerre, a to po svém bratrovi, svatém Heribaldu. Biskupský úřad zastával až do roku 859 kdy rezignoval. Byl přítomen na synodu v Poncy. Zemřel roku 860.
Jeho svátek se slaví 3. prosince.